# (7151) 1971 SX3
(7151) 1971 SX3 là một tiểu hành tinh vành đai chính. Nó được phát hiện bởi Carlos Torres ở Đài thiên văn Cerro El Roble vận hành bởi Đại học Chile ngày 16 tháng 9 năm 1971.